# Rugby-League-Weltmeisterschaft 2017/Gruppe A
Die Gruppe A der Rugby-League-Weltmeisterschaft 2017 umfasst Australien, England, Frankreich und Libanon. Die Gruppenspiele finden zwischen dem 27. Oktober und dem 12. November statt.

## Tabelle
|    | Land       | Spiele | Siege | Unent. | Ndlg. | Spiel- punkte | Diff. | Tabellen- punkte |
| -- | ---------- | ------ | ----- | ------ | ----- | ------------- | ----- | ---------------- |
| 1. | Australien | 3      | 3     | 0      | 0     | 104:10        | + 94  | 6                |
| 2. | England    | 3      | 2     | 0      | 1     | 69:34         | + 35  | 4                |
| 3. | Libanon    | 3      | 1     | 0      | 2     | 39:81         | − 42  | 2                |
| 4. | Frankreich | 3      | 0     | 0      | 3     | 30:117        | − 87  | 0                |

## Spiele

### Australien – England
| 27. Oktober 20:00 | Australien | 18 : 4         | England                        | Melbourne Rectangular Stadium, Melbourne Zuschauer: 22.724 Schiedsrichter: Matt Cecchin |
| 27. Oktober 20:00 | Versuche: Gillett 23. erh. Slater 29. erh. Dugan 79. erh. Erhöhungen: Smith (2/3) Straftritte: Smith (1/1) 76. | (10:4) Bericht | Versuche: McGillvary 5. n.erh. | Melbourne Rectangular Stadium, Melbourne Zuschauer: 22.724 Schiedsrichter: Matt Cecchin |

| 01                 | Billy Slater     |
| 02                 | Dane Gagai       |
| 03                 | Will Chambers    |
| 04                 | Josh Dugan       |
| 05                 | Valentine Holmes |
| 06                 | Michael Morgan   |
| 07                 | Cooper Cronk     |
| 08                 | Aaron Woods      |
| 09                 | Cameron Smith    |
| 10                 | David Klemmer    |
| 11                 | Boyd Cordner     |
| 12                 | Matt Gillett     |
| 13                 | Jake Trbojevic   |
| Auswechselspieler: |                  |
| 14                 | Wade Graham      |
| 15                 | Jordan McLean    |
| 16                 | Josh McGuire     |
| 17                 | Tyson Frizell    |

| 01                 | Jonny Lomax         |
| 02                 | Jermaine McGillvary |
| 03                 | Kallum Watkins      |
| 04                 | John Bateman        |
| 05                 | Ryan Hall           |
| 06                 | Gareth Widdop       |
| 07                 | Luke Gale           |
| 08                 | Chris Hill          |
| 09                 | Josh Hodgson        |
| 10                 | James Graham        |
| 11                 | Sam Burgess         |
| 12                 | Elliott Whitehead   |
| 13                 | Sean O’Loughlin     |
| Auswechselspieler: |                     |
| 15                 | Chris Heighington   |
| 16                 | Thomas Burgess      |
| 17                 | James Roby          |
| 18                 | Ben Currie          |

### Frankreich – Libanon
| 29. Oktober 16:00 | Frankreich | 18 : 29        | Libanon | Canberra Stadium, Canberra Zuschauer: 5.492 Schiedsrichter: Gerard Sutton |
| 29. Oktober 16:00 | Versuche: Ader 16. n.erh., 52. erh. Cardace 68. erh. Erhöhungen: Barthau (2/3) Straftritte: Barthau (1/1) 20. | (6:12) Bericht | Versuche: Layoun 8. erh Robinson 40. erh., 80. erh. Doueihi 63. erh. Moses 76. erh. Erhöhungen: Moses (4/5) Dropgoals: Moses (1/1) 74. | Canberra Stadium, Canberra Zuschauer: 5.492 Schiedsrichter: Gerard Sutton |

| 01                 | Mark Kheirallah  |
| 02                 | Fouad Yaha       |
| 03                 | Bastien Ader     |
| 04                 | Damien Cardace   |
| 05                 | Ilias Bergal     |
| 06                 | Theo Fages       |
| 07                 | William Barthau  |
| 08                 | Antoni Maria     |
| 09                 | Éloi Pélissier   |
| 10                 | Julian Bousquet  |
| 11                 | Benjamin Garcia  |
| 12                 | Benjamin Jullien |
| 13                 | Jason Baitieri   |
| Auswechselspieler: |                  |
| 14                 | Clément Boyer    |
| 15                 | Nabil Djalout    |
| 16                 | Thibaut Margalet |
| 17                 | Lucas Albert     |

| 01                 | Anthony Layoun     |
| 02                 | Travis Robinson    |
| 03                 | James Elias        |
| 04                 | Jason Wehbe        |
| 05                 | Abbas Miski        |
| 06                 | Mitchell Moses     |
| 07                 | Robbie Farah       |
| 08                 | Tim Mannah         |
| 17                 | Andrew Kazzi       |
| 14                 | Mitchell Mamary    |
| 16                 | Jaleel Seve-Derbas |
| 12                 | Ahmad Ellaz        |
| 13                 | Nick Kassis        |
| Auswechselspieler: |                    |
| 09                 | Michael Lichaa     |
| 10                 | Alex Twal          |
| 15                 | Elias Sukkar       |
| 18                 | Adam Doueihi       |

### Australien – Frankreich
| 3. November 20:00 | Australien | 52 : 6         | Frankreich                                               | Canberra Stadium, Canberra Zuschauer: 12.293 Schiedsrichter: Robert Hicks |
| 3. November 20:00 | Versuche: Graham 12. n.erh., 15. erh., 31. erh., 66. erh. Dugan 33. n.erh. Munster 43. erh., 74. n.erh. Frizell 49. erh. Slater 52. erh. Holmes 78. n.erh. Erhöhungen: Smith (6/8) | (20:6) Bericht | Versuche: Kheirallah 24. erh. Erhöhungen: Marginet (1/1) | Canberra Stadium, Canberra Zuschauer: 12.293 Schiedsrichter: Robert Hicks |

| 01                 | Billy Slater            |
| 02                 | Tom Trbojevic           |
| 03                 | Will Chambers           |
| 04                 | Josh Dugan              |
| 05                 | Josh Mansour            |
| 06                 | Michael Morgan          |
| 14                 | Cameron Munster         |
| 08                 | Jordan McLean           |
| 09                 | Cameron Smith           |
| 10                 | Reagan Campbell-Gillard |
| 11                 | Wade Graham             |
| 12                 | Tyson Frizell           |
| 13                 | Josh McGuire            |
| Auswechselspieler: |                         |
| 15                 | Felise Kaufusi          |
| 16                 | Aaron Woods             |
| 17                 | David Klemmer           |
| 18                 | Valentine Holmes        |

| 01                 | Mark Kheirallah  |
| 02                 | Fouad Yaha       |
| 03                 | Bastien Ader     |
| 04                 | Olivier Arnaud   |
| 05                 | Ilias Bergal     |
| 06                 | Rémy Marginet    |
| 07                 | Theo Fages       |
| 13                 | Jason Baitieri   |
| 17                 | John Boudebza    |
| 10                 | Julian Bousquet  |
| 11                 | Benjamin Garcia  |
| 12                 | Benjamin Jullien |
| 15                 | Mickaël Rouch    |
| Auswechselspieler: |                  |
| 08                 | Maxime Hérold    |
| 09                 | Éloi Pélissier   |
| 14                 | Thibaut Margalet |
| 16                 | Romain Navarrete |

### England – Libanon
| 4. November 20:00 | England | 29 : 10        | Libanon                                                            | Allianz Stadium, Sydney Zuschauer: 10.237 Schiedsrichter: Ben Thaler |
| 4. November 20:00 | Versuche: Watkins 9 erh. McGillvary 25. erh. Hall 28. n.erh. Currie 32. erh. T. Burgess 56. erh. Erhöhungen: Widdop (4/5) Dropgoals: Widdop (1/1) 80. | (22:6) Bericht | Versuche: Kassis 18. erh. Wehbe 76. n.erh. Erhöhungen: Moses (1/2) | Allianz Stadium, Sydney Zuschauer: 10.237 Schiedsrichter: Ben Thaler |

| 21                 | Stefan Ratchford    |
| 02                 | Jermaine McGillvary |
| 03                 | Kallum Watkins      |
| 04                 | John Bateman        |
| 05                 | Ryan Hall           |
| 06                 | Gareth Widdop       |
| 07                 | Luke Gale           |
| 08                 | Chris Hill          |
| 09                 | Josh Hodgson        |
| 10                 | James Graham        |
| 11                 | Ben Currie          |
| 12                 | Elliott Whitehead   |
| 13                 | Sean O’Loughlin     |
| Auswechselspieler: |                     |
| 14                 | Alex Walmsley       |
| 15                 | Chris Heighington   |
| 16                 | Thomas Burgess      |
| 18                 | George Williams     |

| 01                 | Daniel Abou-Sleiman |
| 02                 | Travis Robinson     |
| 03                 | Bilal Maarbani      |
| 04                 | Adam Doueihi        |
| 05                 | Abbas Miski         |
| 06                 | Mitchell Moses      |
| 07                 | Robbie Farah        |
| 08                 | Tim Mannah          |
| 16                 | Jamie Clark         |
| 14                 | Mitchell Mamary     |
| 10                 | Alex Twal           |
| 12                 | Ahmad Ellaz         |
| 13                 | Nick Kassis         |
| Auswechselspieler: |                     |
| 09                 | Michael Lichaa      |
| 15                 | Ray Moujalli        |
| 17                 | Jason Wehbe         |
| 18                 | Elias Sukkar        |

### Australien – Libanon
| 11. November 20:00 | Australien | 34 : 0         | Libanon | Allianz Stadium, Sydney Zuschauer: 21.127 Schiedsrichter: James Child |
| 11. November 20:00 | Versuche: Munster 9. n.erh., 50. erh. Maloney 25. erh. Cordner 55. erh. Gagai 76. erh. Trbojevic 79. erh. Erhöhungen: Smith (1/2) Maloney (4/4) | (10:0) Bericht |         | Allianz Stadium, Sydney Zuschauer: 21.127 Schiedsrichter: James Child |

| 01                 | Valentine Holmes        |
| 02                 | Dane Gagai              |
| 03                 | Tom Trbojevic           |
| 04                 | Cameron Munster         |
| 05                 | Josh Mansour            |
| 06                 | James Maloney           |
| 07                 | Cooper Cronk            |
| 08                 | Aaron Woods             |
| 09                 | Cameron Smith           |
| 10                 | David Klemmer           |
| 11                 | Boyd Cordner            |
| 12                 | Matt Gillett            |
| 13                 | Felise Kaufusi          |
| Auswechselspieler: |                         |
| 14                 | Ben Hunt                |
| 15                 | Jordan McLean           |
| 16                 | Reagan Campbell-Gillard |
| 17                 | Wade Graham             |

| 01                 | Anthony Layoun  |
| 19                 | Danny Barakat   |
| 03                 | James Elias     |
| 04                 | Adam Doueihi    |
| 05                 | Abbas Miski     |
| 06                 | Mitchell Moses  |
| 07                 | Robbie Farah    |
| 08                 | Tim Mannah      |
| 09                 | Michael Lichaa  |
| 15                 | Ray Moujalli    |
| 11                 | Chris Saab      |
| 12                 | Ahmad Ellaz     |
| 16                 | Jamie Clark     |
| Auswechselspieler: |                 |
| 10                 | Alex Twal       |
| 14                 | Mitchell Mamary |
| 17                 | Andrew Kazzi    |
| 18                 | Jason Wehbe     |

### England – Frankreich
| 12. November 18:00 | England | 36 : 6         | Frankreich                                         | Perth Oval, Perth Zuschauer: 14.744 Schiedsrichter: Phil Bentham |
| 12. November 18:00 | Versuche: Widdop 3. erh. Ratchford 6. erh. Graham 9. erh. Percival 23. n.erh. Bateman 29. n.erh. McGillvary 42. erh., 64. n.erh. Erhöhungen: Widdop (4/7) | (26:6) Bericht | Versuche: Garcia 34. erh. Erhöhungen: Albert (1/1) | Perth Oval, Perth Zuschauer: 14.744 Schiedsrichter: Phil Bentham |

| 01                 | Gareth Widdop       |
| 02                 | Stefan Ratchford    |
| 03                 | Mark Percival       |
| 04                 | John Bateman        |
| 05                 | Jermaine McGillvary |
| 06                 | Kevin Brown         |
| 07                 | Luke Gale           |
| 08                 | Chris Hill          |
| 09                 | James Roby          |
| 10                 | James Graham        |
| 11                 | Ben Currie          |
| 12                 | Mike McMeeken       |
| 13                 | Sean O’Loughlin     |
| Auswechselspieler: |                     |
| 14                 | Alex Walmsley       |
| 15                 | Thomas Burgess      |
| 16                 | Scott Taylor        |
| 17                 | George Williams     |

| 01                 | Mark Kheirallah  |
| 02                 | Fouad Yaha       |
| 03                 | Bastien Ader     |
| 12                 | Benjamin Jullien |
| 05                 | Ilias Bergal     |
| 06                 | Theo Fages       |
| 07                 | Lucas Albert     |
| 08                 | Antoni Maria     |
| 09                 | John Boudebza    |
| 16                 | Maxime Hérold    |
| 11                 | Benjamin Garcia  |
| 10                 | Julian Bousquet  |
| 13                 | Jason Baitieri   |
| Auswechselspieler: |                  |
| 14                 | Romain Navarrete |
| 15                 | Thibaut Margalet |
| 19                 | Mickaël Rouch    |
| 20                 | Nabil Djalout    |